# Carniella orites
Carniella orites is een spinnensoort in de taxonomische indeling van de kogelspinnen (Theridiidae).
Het dier behoort tot het geslacht Carniella. De wetenschappelijke naam van de soort werd voor het eerst geldig gepubliceerd in 1996 door Knoflach.